# Marguerite Canal

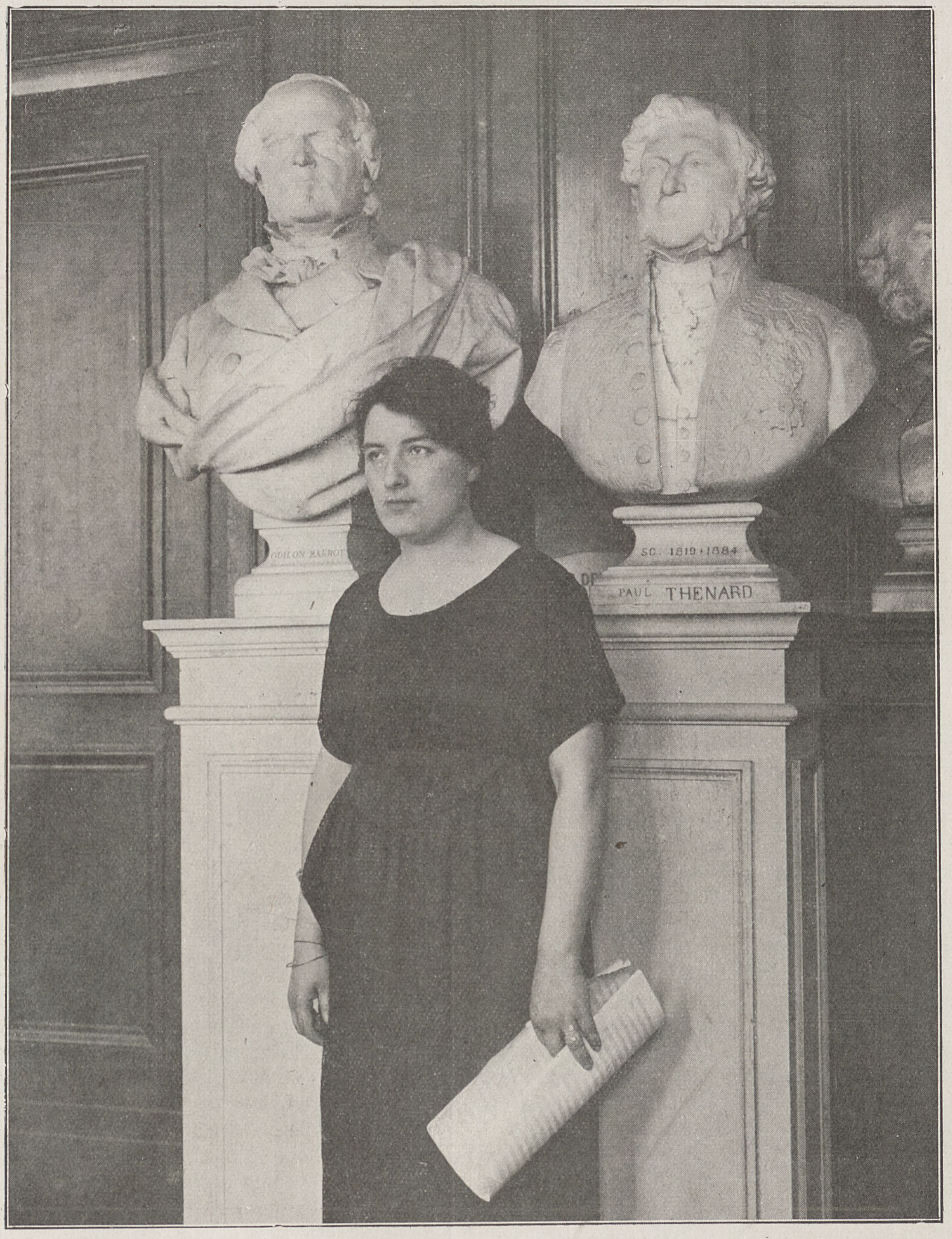
Marguerite Canal in 1920

Marie-Marguerite-Denise Canal (Toulouse, 29 januari 1890 - Cepet, 27 januari 1978) was een Frans dirigent, muziekpedagoog en componiste. Ze werd geboren in Toulouse, waar ze behoorde tot een muzikale familie. Haar vader introduceerde haar tot de muziek en de dichtkunst. In 1911 begon ze haar studies aan het conservatorium van Parijs. Ze kreeg er eerste prijzen voor harmonie (1911), pianobegeleiding (1912) en fuga (1915). Na haar afstuderen werd ze er in 1919 leerkracht.
In 1917 werd Canal de eerste vrouw van Frankrijk die een orkest dirigeerde. Ze won de Prix de Rome in 1920 met haar opera Don Juan. Na deze overwinning verliet ze tijdelijk het conservatorium. Ze nam haar post opnieuw op in 1932 en behield deze tot aan haar pensioen. Ze stierf in Cepet nabij Toulouse.

## Oeuvre
Canal componeerde vooral koorwerken en instrumentale composities. Ze stond bekend voor haar liederen. Een greep uit haar werk:
- Requiem, 1921
- Sonate voor viool en piano, 1922
- Le Jardin de L'Infante (A. Samain)
- Nell (Leconte de Lisle)
- Ici bas tous les lilas Meurent (Sully Prud'homme)
- Douceur du Soir (G. Rodenbach)
- Un grand sommeil noir (Verlaine)
- Ecoutez la chanson bien douce (Verlaine)
- Il pleure dans mon coeur (Verlaine)
- Don Juan, opera, 1920
- Amours triestes, liedcyclus
- Tlass alka, opera, 1922 (onafgewerkt)

Haar werk werd uitgegeven op CD, waaronder:
- Marguerite Canal (1890-1978) Songs, Sonata for Violin and Piano.[4]